# Montigny-les-Jongleurs
Montigny-les-Jongleurs é uma comuna francesa na região administrativa de Altos da França, no departamento de Somme. Estende-se por uma área de 5 km². Em 2010 a comuna tinha 96 habitantes (densidade: 19,2 hab./km²).